# مانويل مارتينز
مانويل مارتينز (بالبرتغالية: Manuel Martins‏) هو رسام وصائغ ذهب برازيلي، ولد في 24 أكتوبر 1911 في ساو باولو في البرازيل، وتوفي بنفس المكان في 1979.